# Antileone (personaggio mitologico)
Nella mitologia greca,  Antileone  (in greco antico: Ἀντιλέων) era uno dei figli di Eracle e di Procri.

## Il mito
Eracle, famoso eroe greco, celebre per aver compiuto le dodici fatiche, un giorno ebbe una relazione con la figlia maggiore di Tespio, re di Tespie, marito di Megamede, figlia a sua volta di Arneo, che volendo assicurarsi un degno erede, forte e di discendenza divina riuscì a far giacere l'eroe greco con tutte le sue cinquanta figlie.
L'unione nacque con l'inganno poiché Eracle era convinto che ogni volta giacesse con la sola Procri.
Da tale unione nacquero Antileone e il suo gemello Ippeo, in compagnia di altri 48 fratelli.
Fu Antileone, essendo il figlio della sorella maggiore di tutte e cinquanta ed anche il primo nato fra i vari figli ad essere il successore del nonno con l'aiuto del gemello.

### Fonti
- Pausania, Periegesi della Grecia, Libro IX, 27,5
- Pseudo-Apollodoro, Libro II -  4,10
- Diodoro Siculo, Libro IV, 29.

### Moderna
- Robert Graves, I miti greci, Milano, Longanesi, ISBN 88-304-0923-5.
- Angela Cerinotti, Miti greci e di roma antica, Prato, Giunti, 2005, ISBN 88-09-04194-1.